# زانگ
زانگ جماعت و شهرکی در جنوب شرقی کشور تاجیکستان است که در ناحیهٔ اشکاشم ولایت مختار کوهستان بدخشان قرار دارد. جمعیت این جماعت ۴۸۶۳ است.